# Rutilia analoga
Rutilia analoga là một loài ruồi trong họ Tachinidae.